# Postpartale Stimmungskrisen
Postpartale Stimmungskrisen (von lat. partus Geburt, Entbindung) beschreiben psychische Zustände oder Störungen, die in einem zeitlichen Zusammenhang mit dem Wochenbett auftreten (lat. post = nach; partus = Entbindung, Trennung). Die Bandbreite der im Wochenbett auftretenden affektiven Zustände reicht von einer leichten Traurigkeit über Depressionen bis hin zu schweren psychotischen Erkrankungen. Meist sind Frauen betroffen, in der neueren Forschung wird aber auch von postpartalen Depressionen bei Männern berichtet.

## Formen
Bisher unterscheidet man grob drei Arten postpartaler Störungen, welche oft fließend ineinander übergehen:
- das Postpartale Stimmungstief (umgangssprachlich Babyblues oder Heultage),
- die Postpartale Depression (PPD), auch Postnatale Depression (von lat. natus geboren) oder Wochenbettdepression,[4] und die
- Postpartale Psychose (PPP).

### Postpartales Stimmungstief
Das Postpartale Stimmungstief, auch als „Babyblues“ bezeichnet, ist die mildeste Form des Krankheitsbildes. Es handelt sich hierbei um einen leichteren kurzfristigen Verstimmungszustand in den ersten Wochen nach der Geburt, der meist innerhalb von Stunden bis Tagen wieder abklingt.
Neben der subdepressiven Stimmungslage ist der Babyblues charakterisiert durch ausgeprägte Stimmungslabilität, Traurigkeit, häufiges Weinen, allgemeine Irritierbarkeit, übermäßige Sorgen (meist um das Kind), Erschöpfung, Ängstlichkeit, Reizbarkeit, Appetitstörungen, Schlaf- und Ruhelosigkeit, und Konzentrationsschwierigkeiten. In der Regel wird der Babyblues nicht als krankheitswertig betrachtet und vergeht von selbst.
Diese milde postpartale Verstimmung tritt sehr häufig auf. Im DSM-IV wird der Babyblues angegeben als vorübergehende Erscheinung, die 70 % aller Wöchnerinnen betrifft, als nicht krankheitswertig einzustufen und von der postpartal affektiven Episode zu unterscheiden ist. Die Angaben schwanken in verschiedenen Studien zwischen 25 % und 80 %, diese Schwankungsbreite hängt vor allem mit methodischen Unterschieden der verschiedenen Studien zusammen. Als gesichert gilt, dass in der ersten Woche nach der Geburt viermal häufiger eine dysphorische Verstimmung auftritt als bei einer Kontrollgruppe von Frauen ohne Geburt.
Viele Experten bezeichnen den Babyblues als gesunde Reaktion auf die vielschichtigen Veränderungen durch die Geburt und die Mutterschaft. Es gibt aber auch Verhaltensforscher, die argumentieren, dass in vielen sogenannten „Naturvölkern“ der Babyblues nicht vorkomme und er eine Folge der Interventionen der modernen Industriegesellschaft rund um die Geburt sei, da dadurch ein ungestörtes Kennenlernen von Mutter und Kind nicht möglich sei.
Die Angaben, welche Faktoren den Babyblues begünstigen, sind sehr uneinheitlich. Das Risiko scheint erhöht bei depressiven Erkrankungen in der Vorgeschichte und wenig sozialer Unterstützung. Keine Rolle scheint der Geburtsmodus zu spielen. Die Häufigkeit bei Frauen, die per Kaiserschnitt entbunden haben, unterscheidet sich nicht von der von Frauen, die spontan entbunden haben, auch der Geburtsort scheint keine Rolle zu spielen. Lediglich Frauen, die eine geplante außerklinische Geburt abbrechen mussten, wiesen eine bedeutsam erhöhte Babyblues-Rate auf, was damit erklärt werden kann, dass die Gebärende ihre Idealvorstellungen nicht in die Tat umsetzen konnte und dies zu Enttäuschung und Versagensgefühlen führt.
Die Hauptursache für den Babyblues scheint in der hormonellen Umstellung nach der Geburt zu liegen – die während der Schwangerschaft stark erhöhten Östrogen- und Progesteronspiegel fallen mit Geburt des Mutterkuchens ab und Prolaktin steigt an. Es wird vermutet, dass Östrogen verschiedene Hirnfunktionen beeinflusst und einen stimmungsstabilisierenden, antipsychotischen Effekt hat; dieser Effekt fällt nun weg und führt damit eventuell zu Stimmungseinbrüchen. Damit werden auch ähnliche Phänomene im Zusammenhang mit dem Menstruationszyklus (Prämenstruelles Syndrom) und der Menopause erklärt.

### Postpartale Depression (PPD, Wochenbettdepression)
Eine PPD kann jederzeit in den ersten zwei Jahren nach der Geburt entstehen. Typisch für die PPD ist eine schleichende Entwicklung; sie wird meist erst aufgrund von körperlichen Symptomen erkannt. 10–20 % der Mütter sind von PPD betroffen; auch rund 4 % der Väter leiden nach der Geburt unter PPD. Risikofaktoren für die Entstehung einer postpartalen Depression sind unter anderem psychische Erkrankungen vor der Schwangerschaft (insbesondere Depressionen, Zwangsstörungen, Panikstörungen, generalisierte Angststörungen, soziale Phobien, Agoraphobie), bei nahen Verwandten aufgetretene psychische Erkrankungen, traumatische Erlebnisse und belastende Lebenssituationen wie finanzielle Armut, soziale Isolation oder eine geringe Qualität oder Unterstützung in der Partnerschaft.
Kennzeichen für die PPD sind Energiemangel, Traurigkeit, inneres Leeregefühl, Schuldgefühle, ambivalente Gefühle dem Kind gegenüber, allgemeines Desinteresse, Teilnahmslosigkeit, Hoffnungslosigkeit, Tötungsgedanken (auf sich, auf das Kind und/oder andere Familienmitglieder bezogen), sexuelle Unlust, Kopfschmerzen, Herzbeschwerden, extreme Reizbarkeit, Taubheitsgefühle, Zittern, Schwindel, Konzentrations- und Schlafstörungen, Ängste und Panikattacken.
Zwangsgedanken treten bei 54 % der Frauen mit postpartaler Depression auf.
Postpartale Angstzustände können als eigenständige Kategorie gesehen werden, da diverse Angststörungen nicht zwangsläufig eine Depression bedeuten. Sie treten in den ersten zwei bis drei Wochen auf und umfassen schwere, wiederkehrende Angst- und/oder Panikgefühle, meist in Zusammenhang mit dem Wohlergehen des Babys. Unbehandelte Angstzustände können zu einer Depression führen.
Die postpartale Depression ist wegen der Gefahr eines Suizids (Selbstmordes) dringend behandlungsbedürftig. Eventuell kann eine stationäre Behandlung notwendig sein.
Extrem selten (laut einer Studie 1–2 pro 100.000 depressive Mütter) begehen Mütter mit PPD den sog. Infantizid, d. h., sie töten ihr eigenes Kind.  Der sogenannte Neonatizid, die Tötung des Neugeborenen unmittelbar nach der Geburt, steht dagegen nach heutiger Erkenntnis nicht im Zusammenhang mit einer postpartalen Depression.

### Postpartale Psychose (PPP)
Die Wochenbettspsychose oder auch paranoid-halluzinatorische Puerperalpsychose ist die schwerwiegendste psychiatrische Komplikation im Wochenbett. Sie hat meist einen abrupten Beginn und sollte umgehend zu einer notfallmäßigen Einweisung in eine psychiatrische Klinik führen. Die schwere paranoid-halluzinatorische Symptomatik mit Angst-, Erregungs- und Verwirrtheitszuständen hat eine günstigere Prognose als psychotische Erkrankungen zu einem anderen Zeitpunkt im Leben. Es kann zu einer vollständigen Ausheilung kommen, kann aber ähnlich den manisch-depressiven Erkrankungen einen phasischen Verlauf nehmen. Laut ICD-10 sind die meisten dieser postpartalen Psychosen diagnostisch als akut-polymorphe psychotische Störungen einzuordnen.
Eine bis drei von 1000 Müttern (0,1 bis 0,3 %) sind von einer postpartalen Psychose (PPP) betroffen. Die PPP entsteht vorwiegend in den ersten 2 Wochen nach der Entbindung oder kann sich aus einer Depression entwickeln.

### Mischformen
Die drei Formen der PPP zeigen sich oft als Mischformen mit anderen Zuständen:
Manie: Es zeigen sich eine starke Antriebssteigerung, motorische Unruhe, Verworrenheit, Größenwahn, gehobene Stimmungslage mit Euphorie, Enthemmung und ein vermindertes Schlafbedürfnis. Eine Gefährdung resultiert in diesen Fällen durch falschen Umgang mit dem Kind bzw. eine Störung der allgemeinen Urteilsfähigkeit.
Depression: Es äußern sich Angstzustände, Antriebs-, Bewegungs- und Teilnahmslosigkeit.
Schizophrenie: Zeigt sich durch Halluzinationen und Wahnvorstellungen, die betroffene Frau glaubt Stimmen zu hören oder Dinge zu sehen, die nicht existieren.

## Ursachen
Die Ursachen einer postpartalen Stimmungskrise erklärt man multifaktoriell, die Faktoren können verschiedene Gewichtungen haben.

### Evolutionäre Funktion
Postpartale Stimmungskrisen seien laut Evolutionsbiologen konsistent mit der Theorie des Elternaufwands. Sie könnten der Mutter signalisieren, dass ihr ein Fitnessverlust droht, beispielsweise wenn die Umstände ungünstig sind. Zudem könnten die Krisen der Mutter helfen, Unterstützung beim Elternaufwand zu erhalten.

### Biologische Ursachen
- Die große körperliche Anstrengung während der Geburt (⇒ physische Erschöpfung);
- Die plötzliche körperliche Veränderung von Bauch, Brüsten, Stoffwechsel und Verdauung nach der Geburt;
- Das mögliche (Un-)Gleichgewicht der Hormone: das plötzliche Abfallen des Progesteronspiegels kann depressionsartige Gefühle verursachen, und das Abfallen des Östrogenspiegels kann zu erheblichen Schlafstörungen führen.
- Auch ein Mangel an Schilddrüsenhormonen (Unterfunktion) kann zu depressiven Symptomen oder Angst und Panikattacken nach der Geburt führen. Die Autoimmunerkrankung Hashimoto-Thyreoiditis bricht oft nach der Geburt aus (zum Beispiel als Postpartum-Thyreoiditis) und führt zu einer Schilddrüsenunterfunktion mitsamt ihren Symptomen Kraftlosigkeit, Müdigkeit und Erschöpfung, Depression usw. Ebenfalls kann eine Schilddrüsenüberfunktion zu Angst und Panikattacken führen. Meist wird sie durch die Autoimmunerkrankung Morbus Basedow ausgelöst, die auch postpartal ausbrechen kann.
- Frauen, die am prämenstruellen Syndrom (PMS, besondere Reizbarkeit, hervorgerufen durch Hormonveränderungen) leiden, bekommen mit größerer Wahrscheinlichkeit eine PPD als Frauen ohne PMS. (Anmerkung: Es gibt auch einen statistischen Zusammenhang zwischen PMS und Borderline-Persönlichkeitsstörung; diese wiederum korreliert allgemein mit Stimmungskrisen und Depressionen.)

### Psychische Ursachen
- Eine Geburt kann eine Frau mit ihren Ängsten (wie Versagens- oder Schmerzangst), ihrer Unvollkommenheit (siehe Perfektionismus) und/oder einem unrealistischen und überzogenen Mutterbild konfrontieren.
- Geburt kann auch bedeuten, dass die Frau sich von ihrer eigenen Kindheit verabschieden muss; noch vorhandene Defizite oder unverarbeitete Erlebnisse erschweren diesen Prozess.
- Neue soziale Strukturen können als psychische Belastung empfunden werden; war die Frau z. B. zuvor berufstätig und bleibt nun als Mutter zu Hause, kann dies als Isolation empfunden werden.

Frauen mit einem starken Kontrollbedürfnis, einem ausgeprägten Perfektionismus oder solche, die früher schon Panikattacken oder Depressionen erlebt haben, sind eher gefährdet.

### Psychosoziale Ursachen
Sie liegen besonders in dem Mutterbild begründet, das der „jungen Mutter“ (= der Frau mit postpartaler Stimmungskrise) vermittelt wurde (v. a. in Kindheit und Jugend) bzw. das sie verinnerlicht hat. Das Mutterbild beinhaltet (impliziert)
- Erwartungen, die die junge Mutter an sich selbst hat, und
- Vermutungen der jungen Mutter, was Dritte von ihr erwarten.

Zu diesen beiden Aspekten des Mutterbildes tragen u. a. das Umfeld (Eltern, Geschwister, Verwandte, Freunde), die Erziehung (durch Eltern, Schule, evtl. religiöse Institutionen) und kulturelle Einflüsse (z. B. Werbung, Filme, Literatur) bei.
Nicht selten fühlen sich Frauen dem Bild einer immer perfekten, immer glücklichen Mutter nicht gewachsen, z. B. wenn Probleme beim Stillen des Kindes auftreten. So geraten die Frauen unter psychischen Druck, der aus der Wahrnehmung resultiert, den eigenen und fremden Erwartungen an die Situation nicht gerecht zu werden.
Auch bei Männern kann es zu postpartalen Symptomen kommen, diese werden jedoch oft nicht ernst genommen und/oder nicht erkannt.

### Kulturelle Einflüsse
Ein Vergleich von 143 Studien mit Daten aus 40 Staaten zeigte, dass die tatsächliche Häufigkeit der PPD im Bereich von 0 bis 60 % lag, was mit großen sozioökonomischen Unterschieden in Verbindung gebracht wurde. So war die Häufigkeit in Singapur, Malta, Malaysia, Österreich und Dänemark sehr gering, dagegen in Brasilien, Guyana, Costa Rica, Italien, Chile, Südafrika, Taiwan und Korea sehr hoch.

### Missbrauchs-/Vergewaltigungserfahrungen
Sie stellen massive traumatische Lebenserfahrungen dar. Forschungsergebnisse zeigen, dass für Überlebende eine Retraumatisierung durch Schwangerschaft und Geburt möglich ist. Die Retraumatisierung kann die drei oben genannten Ursachen (biologisch, psychisch, psychosozial) verstärken. Retraumatisierte Mütter haben wahrscheinlicher postpartale Problematiken als andere Mütter.

### Weitere Zusammenhänge
Es könnte weitere biologische, psychische oder kulturell bedingte Faktoren geben, die die Wahrscheinlichkeit einer Post-partum-Depression (PPD) beeinflussen.
Zwei kleine (d. h. auf wenigen Fällen basierende) Studien ergaben:
in Frankreich sei diese Wahrscheinlichkeit höher, wenn das Neugeborene männlich ist, in China dagegen sei sie höher, wenn es weiblich ist. Die Zahl der diesen Studien zugrunde liegenden Fälle ist allerdings klein, und Zusammenhänge mit anderen Faktoren sind nicht auszuschließen.

## Hilfsmaßnahmen
Die Prognose der allermeisten psychischen Erkrankungen nach der Geburt ist sehr gut. Die Zeit bis zur Genesung ist für die erkrankte Mutter meist mit großen Leiden verbunden. Betroffene Frauen können in dieser Situation oft nicht (mehr) glauben, dass die Depression bei nahezu 100 % aller Betroffenen wieder vollständig abklingt. Diese Hoffnungslosigkeit ist ein Symptom der Depression; sie kann verstärkt werden durch einen Mangel an Aufklärung und/oder an spezifisch kompetenter professioneller Unterstützung.

### Professionelle Hilfe
Bei mittelschweren Depressionen kann Selbsthilfe begleitend eingesetzt werden. Auch Hilfe durch Partner, Familie und den Freundeskreis oder professionelle Unterstützung bei der Hausarbeit und der Babybetreuung (durch Familienpfleger) kann sich positiv auswirken.
Selbsthilfe allein reicht oftmals nicht aus, so dass Fachleute herangezogen werden sollten. Bei einer schweren postpartalen Depression oder gar Psychose ist sofortige professionelle Hilfe absolut notwendig. In einigen Fällen ist auch ein Klinikaufenthalt erforderlich, um das Leben von Mutter und Kind zu schützen. Unter anderem stehen folgende Wege der professionellen Behandlung, die miteinander kombiniert werden können, zur Verfügung: Psychotherapie, systemische Familientherapie, Musiktherapie, Kunsttherapie, Psychopharmakotherapie, Hormontherapie, naturheilkundliche Therapie, stationäre Behandlung.
Es existieren Spezialambulanzen für postpartale psychische Störungen. Ein Beispiel ist die „Mutter-Kind-Ambulanz für postpartal psychisch erkrankte Mütter“ der LWL-Klinik Dortmund. Von einer solchen Spezialambulanz können Mütter in eine stationäre Behandlung vermittelt werden. So können Mütter zusammen mit ihrem bis zu einem Jahr alten Kind in der Mutter-Kind-Einheit im Westfälischen Zentrum Herten aufgenommen werden.
NHS England führte 2018 eine professionelle Unterstützung auch für Partner von Müttern mit postpartalen Stimmungskrisen ein und wertete dies als eine radikale Neuerung.

### Medikamentöse Hilfe
Einige Antidepressiva können auch bei der postpartalen Depression eingesetzt werden. Hier ist aber immer das Risiko zu beachten, dass sie evtl. in die Muttermilch übergehen können. Im August 2023 wurde in den USA das erste orale Medikament zur Behandlung der postpartalen Depression zugelassen: Zuranolon(e) (Handelsname: Zurzuvae; Hersteller: Biogen. Im englischsprachigen Beipackzettel wird auf dieses Risiko ebenfalls aufmerksam gemacht (s. 5.4). In der EU ist das Medikament nicht verfügbar / zugelassen.

## Sonstiges
Der Film „Herbstkind“ aus dem Jahr 2012 thematisiert eine postpartale Stimmungskrise:
Eine Hebamme (gespielt von Katharina Wackernagel) bereitet voller Vorfreude die Ankunft ihres ersten Kindes vor. Die Hausgeburt muss abgebrochen werden, die Hebamme kommt in eine Klinik. Sie spürt vom ersten Augenblick an, dass sie dieses Kind nicht lieben kann; sie fühlt sich in ihrem Zuhause in einem bayerischen Dorf plötzlich wie aus der Welt gefallen. Vieles ist ihr fremd, z. B. ihre fröhliche Schwiegermutter, ihre Nachbarin und ihr liebevoller Mann, für den das Leben mit Frau, Kind und Kirchenchor eigentlich perfekt sein könnte. Auch im Film „Das Fremde in mir“ aus dem Jahr 2008 wird das Thema „postpartale Depression“ behandelt.
Ebenso in verschiedenen Serien wurde die Thematik bereits verarbeitet. So trat postportale Depression etwa in der sechsten Staffel von Scrubs – Die Anfänger nach der Geburt von Turk und Carlas ersten Kind Isabel auf. Auch 9-1-1 thematisiert diese ab Staffel 4 nach der Geburt von Howards und Maddies Tochter Jee-Yun.